# Brotherhood (album des Chemical Brothers)
Pour les articles homonymes, voir Brotherhood.
 (juin 2017).
Si vous disposez d'ouvrages ou d'articles de référence ou si vous connaissez des sites web de qualité traitant du thème abordé ici, merci de compléter l'article en donnant les références utiles à sa vérifiabilité et en les liant à la section « Notes et références ».
Albums de The Chemical Brothers
We Are the Night
(2007) Further
(2010)
Singles
1. Midnight Madness
Sortie : 4 août 2008

Brotherhood (sous-titré : The Definitive Singles Collection) est un album compilation du duo de big beat (musique électronique) anglais The Chemical Brothers, sorti sur le label Virgin Records le 2 septembre 2008.

## Présentation
C'est la deuxième compilation regroupant les plus grands succès du groupe, après Singles 93-03 en 2003.
Le premier disque comprend treize singles à succès et deux titres inédits, Midnight Madness et Keep My Composure (incluant une apparition en tant qu'invité du groupe de rap Spank Rock), alors que le deuxième CD contient les dix parties des Electronic Battle Weapon (en), série de mixes spéciaux, distribués sous forme de singles promotionnels, que le duo réalise et enregistre, depuis 1996, pour que les mixset des DJ de clubs.
La sortie de l'album Brotherhood est précédée par le single, en édition numérique, Midnight Madness, qui est une version courte de Electronic Battle Weapon 10, sorti en août 2008 et promu par une série de concerts en juillet et août de cette même année dans un certain nombre de pays européens.

## Liste des titres
Toutes les chansons sont écrites et composées par Ed Simons et Tom Rowlands.
| 1.    | Galvanize (Radio Edit) (featuring Q-Tip)     | Push the Button (2005)   | 4:29 |
| 2.    | Hey Boy Hey Girl                             | Surrender (1999)         | 4:51 |
| 3.    | Block Rockin' Beats                          | Dig Your Own Hole (1997) | 4:54 |
| 4.    | Do It Again (Edit) (featuring Ali Love)      | We Are the Night (2007)  | 3:40 |
| 5.    | Believe (Edit) (featuring Kele Okereke)      | Push the Button          | 6:07 |
| 6.    | Star Guitar                                  | Come With Us (2002)      | 6:10 |
| 7.    | Let Forever Be (featuring Noel Gallagher)    | Surrender                | 3:43 |
| 8.    | Leave Home                                   | Exit Planet Dust (1995)  | 5:07 |
| 9.    | Keep My Composure (featuring Spank Rock)     | Titre inédit             | 5:44 |
| 10.   | Saturate                                     | We Are the Night         | 4:51 |
| 11.   | Out of Control (featuring Bernard Sumner)    | Surrender                | 7:22 |
| 12.   | Midnight Madness                             | Titre inédit             | 3:35 |
| 13.   | The Golden Path (featuring The Flaming Lips) | Singles 93-03 (2003)     | 4:47 |
| 14.   | Setting Sun (featuring Noel Gallagher)       | Dig Your Own Hole        | 4:02 |
| 15.   | Chemical Beats                               | Exit Planet Dust         | 4:04 |
| 73:17 |                                              |                          |      |

| Titre bonus - Édition japonaise | Titre bonus - Édition japonaise | Titre bonus - Édition japonaise | Titre bonus - Édition japonaise | Titre bonus - Édition japonaise | Titre bonus - Édition japonaise | Titre bonus - Édition japonaise | Titre bonus - Édition japonaise | Titre bonus - Édition japonaise | Titre bonus - Édition japonaise |
| No                              | Titre                           | Durée                           |                                 |                                 |                                 |                                 |                                 |                                 |                                 |
| ------------------------------- | ------------------------------- | ------------------------------- | ------------------------------- | ------------------------------- | ------------------------------- | ------------------------------- | ------------------------------- | ------------------------------- | ------------------------------- |
| 16.                             | Music: Response                 | 4:24                            |                                 |                                 |                                 |                                 |                                 |                                 |                                 |
| 77:50                           |                                 |                                 |                                 |                                 |                                 |                                 |                                 |                                 |                                 |

| Titre bonus - Édition numérique, | Titre bonus - Édition numérique,          | Titre bonus - Édition numérique, | Titre bonus - Édition numérique, | Titre bonus - Édition numérique, | Titre bonus - Édition numérique, | Titre bonus - Édition numérique, | Titre bonus - Édition numérique, | Titre bonus - Édition numérique, | Titre bonus - Édition numérique, |
| No                               | Titre                                     | Durée                            |                                  |                                  |                                  |                                  |                                  |                                  |                                  |
| -------------------------------- | ----------------------------------------- | -------------------------------- | -------------------------------- | -------------------------------- | -------------------------------- | -------------------------------- | -------------------------------- | -------------------------------- | -------------------------------- |
| 16.                              | All Rights Reversed (Fight the Drabs mix) | 7:26                             |                                  |                                  |                                  |                                  |                                  |                                  |                                  |
| 81:02                            |                                           |                                  |                                  |                                  |                                  |                                  |                                  |                                  |                                  |

| Disque 2 : Electronic Battle Weapon | Disque 2 : Electronic Battle Weapon                                                      | Disque 2 : Electronic Battle Weapon | Disque 2 : Electronic Battle Weapon | Disque 2 : Electronic Battle Weapon | Disque 2 : Electronic Battle Weapon | Disque 2 : Electronic Battle Weapon | Disque 2 : Electronic Battle Weapon | Disque 2 : Electronic Battle Weapon | Disque 2 : Electronic Battle Weapon |
| No                                  | Titre                                                                                    | Durée                               |                                     |                                     |                                     |                                     |                                     |                                     |                                     |
| ----------------------------------- | ---------------------------------------------------------------------------------------- | ----------------------------------- | ----------------------------------- | ----------------------------------- | ----------------------------------- | ----------------------------------- | ----------------------------------- | ----------------------------------- | ----------------------------------- |
| 1.                                  | Electronic Battle Weapon 1 (version de It Doesn't Matter de l'album Dig Your Own Hole)   | 6:39                                |                                     |                                     |                                     |                                     |                                     |                                     |                                     |
| 2.                                  | Electronic Battle Weapon 2 (version de Don't Stop the Rock de l'album Dig Your Own Hole) | 7:17                                |                                     |                                     |                                     |                                     |                                     |                                     |                                     |
| 3.                                  | Electronic Battle Weapon 3 (remix de Under the Influence de l'album Surrender)           | 5:08                                |                                     |                                     |                                     |                                     |                                     |                                     |                                     |
| 4.                                  | Electronic Battle Weapon 4 (Freak of the Week, du single Music: Response)                | 6:06                                |                                     |                                     |                                     |                                     |                                     |                                     |                                     |
| 5.                                  | Electronic Battle Weapon 5 (version de It Began in Afrika de l'album Come with Us)       | 8:40                                |                                     |                                     |                                     |                                     |                                     |                                     |                                     |
| 6.                                  | Electronic Battle Weapon 6 (remix de Hoops de l'album Come with Us)                      | 9:05                                |                                     |                                     |                                     |                                     |                                     |                                     |                                     |
| 7.                                  | Electronic Battle Weapon 7 (Acid Children, face B du single Galvanize)                   | 7:27                                |                                     |                                     |                                     |                                     |                                     |                                     |                                     |
| 8.                                  | Electronic Battle Weapon 8 (version de Saturate de l'album We Are the Night)             | 6:31                                |                                     |                                     |                                     |                                     |                                     |                                     |                                     |
| 9.                                  | Electronic Battle Weapon 9                                                               | 6:41                                |                                     |                                     |                                     |                                     |                                     |                                     |                                     |
| 10.                                 | Electronic Battle Weapon 10 (version de "Midnight Madness")                              | 8:15                                |                                     |                                     |                                     |                                     |                                     |                                     |                                     |
| 71:41                               |                                                                                          |                                     |                                     |                                     |                                     |                                     |                                     |                                     |                                     |